# Josef Wenig
Josef Wenig (12. února 1885, Staňkov u Horšovského Týna – 8. září 1939, Praha) byl český malíř, ilustrátor, jevištní a kostýmní výtvarník.

## Život
Pocházel z učitelské rodiny ze Staňkova, kde jeho otec a předtím i děd působili jako řídící učitelé.
Jeho bratr Adolf byl spisovatelem a i další členové širší rodiny byli aktivní v oblasti kultury.
Byl synovcem divadelního ředitele a dramatika Františka Adolfa Šuberta a strýcem výtvarníka Adolfa Weniga.
Osudnou ránou, nejen pro Josefa, ale celou rodinu, byl otcův dobrovolný odchod ze světa v květnu 1888 .
Matka Marie Wenigová (rozená Schubertová, 1846–1912) spolu s dětmi opustila po smrti manžela Staňkov a přestěhovala se k bratrovi Františku Adolfu Šubertovi do Prahy.
Studoval na Uměleckoprůmyslové škole v Praze u prof. Emanuela Lišky a na Akademii výtvarných umění, kterou ukončil v roce 1905. V roce 1907 jej přivedl F. A. Šubert do nově založeného Divadla na Král.Vinohradech jako jevištního výtvarníka. Zde působil s dvojím přerušením (mimo Vinohrady byl od 24. 9. 1908 do roku 1912 a od roku 1917 do roku 1920) až do své smrti. V letech 1922 až 1939 byl i šéfem výpravy. Jen za prvních deset měsíců působení v Divadle na Král. Vinohradech vypravil pětačtyřicet her. Spolupracoval však i s dalšími pražskými a mimopražskými divadly a kabarety a rovněž s Národním divadlem, jehož byl členem v letech 1918–1922. Za třicet let své činnosti jako jevištní výtvarník vypravil přes 620 inscenací.
Výtvarný projev Josefa Weniga směřoval k náladové jevištní stylizaci a vyhovoval proto inscenačnímu způsobu Jaroslava Kvapila. Jejich první společnou prací byla inscenace Tylova Strakonického dudáka. Společně pracovali i na mnoha inscenacích her Williama Shakespeara a zdokonalili tzv. shakespearovské jeviště, které s využitím hloubky členěného prostoru dovolovalo bez složitých přestaveb inscenovat hru s mnoha obrazy tak, že pro důležité scény bylo využíváno vyvýšeného jeviště s dekorovaným pozadím, a prostor před oponou, oddělený portálem, sloužil epizodním výstupům.
Kromě scény navrhoval i divadelní kostýmy a podílel se na návrzích divadelních plakátů. Rovněž navrhoval scény a kostýmy pro film a zajišťoval výtvarný doprovod pro různé publikace a knihy.

## Citát
| „          | Josef Wenig vlastně při spolupráci se Salzrem dokončil svou plodnou divadelní činnost. Tylova “Paní Marjánka, matka pluku“ uzavřela epochu wenigovských Tylů. Do této sedmiletky patří i Salzrem obnovená „Fidlovačka“ na dvou otáčivých jevištích, nastudovaná k 30. výročí divadla. | “ |
| — Jan Port | |   |

## Jevištní výpravy, výběr

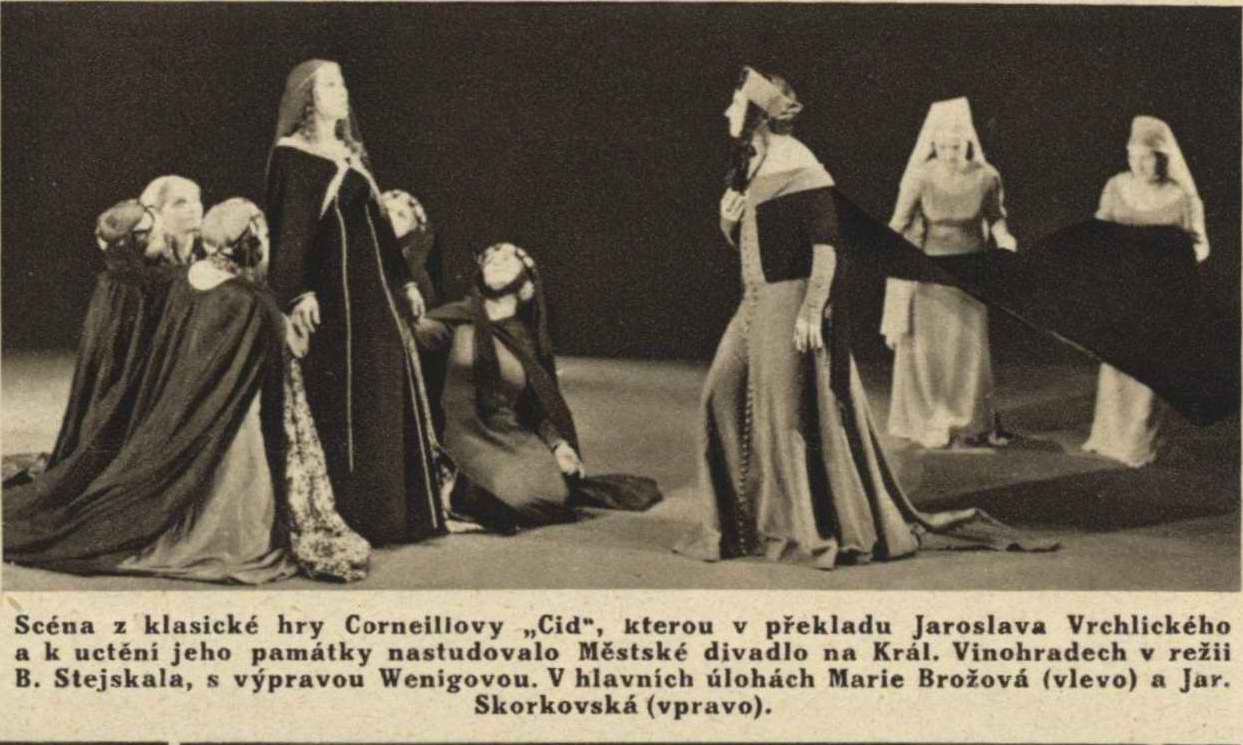
Měst. div. na Král. Vinohradech – Corneille: Cid – výprava A. Wenig, 1937

- 1907 Jaroslav Vrchlický: Godiva, Divadlo na Vinohradech, režie F. A. Šubert, 21 repríz
- 1907 Oscar Wilde: Vějíř lady Windermerové, Divadlo na Vinohradech, režie Jaroslav Kamper, 12 repríz
- 1908 F. A. Šubert: Drama čtyř chudých stěn, Divadlo na Vinohradech, režie F. A. Šubert, 3 reprízy
- 1908 Emanuel Bozděch: Zkouška státníkova, Divadlo na Vinohradech, režie F. A. Šubert, 21 repríz
- 1908 J. K. Tyl: Paličova dcera, Divadlo na Vinohradech, režie Jaroslav Kamper, 3 reprízy
- 1909 William Shakespeare: Kupec benátský, Divadlo na Vinohradech, režie Václav Štech, 6 repríz
- 1913 J. K. Tyl: Strakonický dudák, Národní divadlo, režie Jaroslav Kvapil, 43 repríz
- 1915 Svatopluk Čech: Roháč na Sioně, Divadlo na Vinohradech, režie Karel Hugo Hilar, 2 reprízy

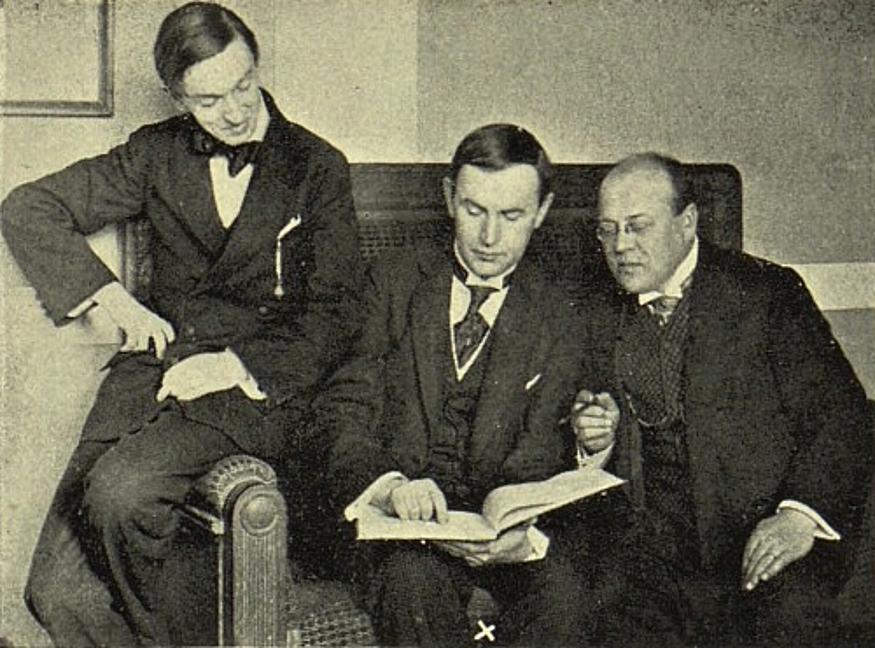
Tvůrci hry K Betlému (1916) Zleva: Josef Wenig (výprava), Adolf Wenig (autor), František Hlavatý (režie)

- 1915 Adolf Wenig: K Betlému, Městské divadlo Královských Vinohradů, režie František Hlavatý
- 1918 V. K. Klicpera: Veselohra na mostě, Národní divadlo, režie Karel Mušek, 2 reprízy
- 1920 Bedřich Smetana: Libuše, Národní divadlo, režie Robert Polák, 20 repríz (návrh scény společně s J. M. Gottliebem)
- 1921 William Shakespeare: Troilus a Cressida, Divadlo na Vinohradech, režie Jaroslav Kvapil, 21 repríz
- 1921 Alois Jirásek: Emigrant, Divadlo na Vinohradech, režie Jaroslav Kvapil, 18 repríz
- 1921 Oscar Wilde: Ideální manžel, Národní divadlo, režie Miloš Nový, 37 repríz
- 1922 Karel Čapek: Věc Makropulos, Divadlo na Vinohradech, režie Karel Čapek, 24 repríz
- 1922 Fráňa Šrámek: Měsíc nad řekou, Divadlo na Vinohradech, režie Jaroslav Kvapil, 36 repríz
- 1922 Jaroslav Kvapil: Princezna Pampeliška, Divadlo na Vinohradech, režie a scéna Josef Wenig, 38 repríz
- 1922 Alois Jirásek: Lucerna, Divadlo na Vinohradech, režie Jaroslav Kvapil, 62 repríz
- 1922 Karel Scheinpflug: Gejsír, Divadlo na Vinohradech, režie Karel Dostal, 18 repríz
- 1923 William Shakespeare: Sen noci svatojánské, Divadlo na Vinohradech, režie Jaroslav Kvapil, 52 repríz
- 1923 F. F. Šamberk: Palackého třída 27, Divadlo na Vinohradech, režie Bohuš Stejskal, 48 repríz
- 1924 Sofoklés: Elektra, Divadlo na Vinohradech, režie Jaroslav Kvapil, 13 repríz
- 1924 William Shakespeare: Kupec benátský, Divadlo na Vinohradech, režie Jaroslav Kvapil, 18 repríz
- 1924 J. K. Tyl: Strakonický dudák, Divadlo na Vinohradech, režie Jaroslav Kvapil, 58 repríz
- 1925 William Shakespeare: Macbeth, Divadlo na Vinohradech, režie Jaroslav Kvapil, 15 repríz
- 1925 František Zavřel: Vykupitel, Divadlo na Vinohradech, režie Jan Bor, 13 repríz (výpravu podepsal Josef Wenig pseudonymem „Josef Kopřiva“[12])
- 1925 Jan Port: Mez, Divadlo na Vinohradech, režie Bohuš Stejskal, 12 repríz
- 1926 Jaroslav Kvapil: Oblaka, Divadlo na Vinohradech, režie Zdeněk Štěpánek, 14 repríz
- 1926 J. K. Tyl: Jan Hus, Divadlo na Vinohradech, režie Bohuš Stejskal, 13 repríz
- 1927 William Shakespeare: Hamlet, Divadlo na Vinohradech, režie Jaroslav Kvapil, 16 repríz
- 1927 František Langer: Grandhotel Nevada, Divadlo na Vinohradech, režie Jaroslav Kvapil, 55 repríz
- 1928 Petr Kropáček: Mystifikace, Divadlo na Vinohradech, režie Bohuš Stejskal, 28 repríz
- 1928 Anna Sedláčková, Bedřich Vrbský: Na zapřenou, Divadlo na Vinohradech, režie Bedřich Vrbský, 24 repríz
- 1929 Václav Tille (pod pseud. V.Říha): Dvě Maričky aneb To dokáže jen Rýbrcoul, Divadlo na Vinohradech, režie František Kovářík, 6 repríz
- 1929 R. C. Sheriff: Konec cesty, Divadlo na Vinohradech, režie J. Kodíček, 11 repríz
- 1930 Arnold Ridley: Půlnoční vlak, Komorní divadlo, režie Bohuš Stejskal, 28 repríz
- 1930 Charles Dickens: Pan Pickwick, Divadlo na Vinohradech, režie Jan Bor, 24 repríz
- 1930 Zdeněk Štěpánek: Hrníček štěstí, režie Gabriel Hart, 25 repríz
- 1930 Václav Štech: Třetí zvonění, Divadlo na Vinohradech, režie František Hlavatý, 18 repríz
- 1930 F. Oursler, L. Brentano: Pavouk, Divadlo na Vinohradech, režie František Salzer, 20 repríz
- 1931 Noel Coward: Intimní život, Komorní divadlo, režie Gabriel Hart, 26 repríz
- 1931 Ladislav Stroupežnický: Zvíkovský rarášek, Divadlo na Vinohradech, režie František Salzer, 12 repríz
- 1932 E. J. Mayer: Děti temnoty, Divadlo na Vinohradech, režie Bohuš Stejskal, 8 repríz
- 1932 William Shakespeare: Zkrocení zlé ženy, Divadlo na Vinohradech, režie Jan Bor, 22 repríz
- 1933 Arnošt Dvořák: Král Václav IV, Divadlo na Vinohradech, režie František Salzer, 13 repríz
- 1933 Emil Synek: Slavná žena, Komorní divadlo, režie Gabriel Hart, 15 repríz
- 1934 Ivo Vojnovič: Smrt matky Jugovičů, Národní divadlo, režie Jaroslav Kvapil, 10 repríz
- 1934 G.B.Shaw: Ďáblův žák, Komorní divadlo, režie Jan Bor, 32 repríz
- 1935 Antonín Veselý: Študent Kvoch, Divadlo na Vinohradech, režie František Salzer, 7 repríz
- 1935 H. Ch. Andersen: Královna sněhu, Divadlo na Vinohradech, režie Jan Port, 11 repríz
- 1935 G.B.Shaw: Veliká Kateřina, Komorní divadlo, režie František Salzer, 13 repríz
- 1936 Olga Scheinpflugová: Chladné světlo, Divadlo na Vinohradech, režie František Salzer, 14 repríz
- 1936 Frank Tetauer: Diagnosa, Komorní divadlo, režie František Salzer, 38 repríz
- 1937 F. X. Svoboda: Maminčiny starosti, Divadlo na Vinohradech, režie Jan Port, 17 repríz
- 1937 J. K. Tyl: Fidlovačka, Divadlo na Vinohradech, režie František Salzer, 24 repríz
- 1938 Božena Němcová: Babička, Divadlo na Vinohradech, režie Jan Port, 43 repríz
- 1938 Elmer Rice: Postranní ulice, Divadlo na Vinohradech, režie František Salzer, 28 repríz
- 1938 Růžena Opravilová: Tři přadleny, Divadlo na Vinohradech, režie Jan Port, 7 repríz
- 1938 Jaroslav Kvapil: Princezna Pampeliška, Divadlo na Vinohradech, režie Jaroslav Kvapil, 41 repríz
- 1939 Karel Tomášek: Operace, Divadlo na Vinohradech, režie František Salzer, 10 repríz
- 1939 Adolf Wenig: O nejhonzovatějším Honzovi, Divadlo na Vinohradech, režie Jan Port, 6 repríz
- 1939 P. V. Caroll: Pravda a stín, Komorní divadlo, režie Bohuš Stejskal, 8 repríz
- 1939 J. K. Tyl: Paní Marjánka, matka pluku, Divadlo na Vinohradech, režie František Salzer, 14 repríz
- 1939 G. B. Shaw: Pygmalion, Komorní divadlo, režie Jiří Plachý starší, 66 repríz
- 1939 Julius Zeyer: Doňa Sanča, Divadlo na Vinohradech, režie František Salzer, 8 repríz

## Filmové výpravy, výběr
- 1925 Lucerna, režie Karel Lamač
- 1935 Jedenácté přikázání, režie Martin Frič
- 1937 Filosofská historie, režie Otakar Vávra

## Knižní ilustrace, výběr
- Jan Karafiát: Broučci
- Jan Neruda: Malostranské povídky
- Adolf Wenig: České pověsti
- Adolf Wenig: Pohádky
- Jan Ziegloser: Polníčkové
- John Habberton: Helenina drůbež a děti jiných rodičů
- Dom. Filip: Zlatá studánka
- Bauše–Sedláček–Wenig: Za domovem. Vlastivěda Čech.

## Galerie

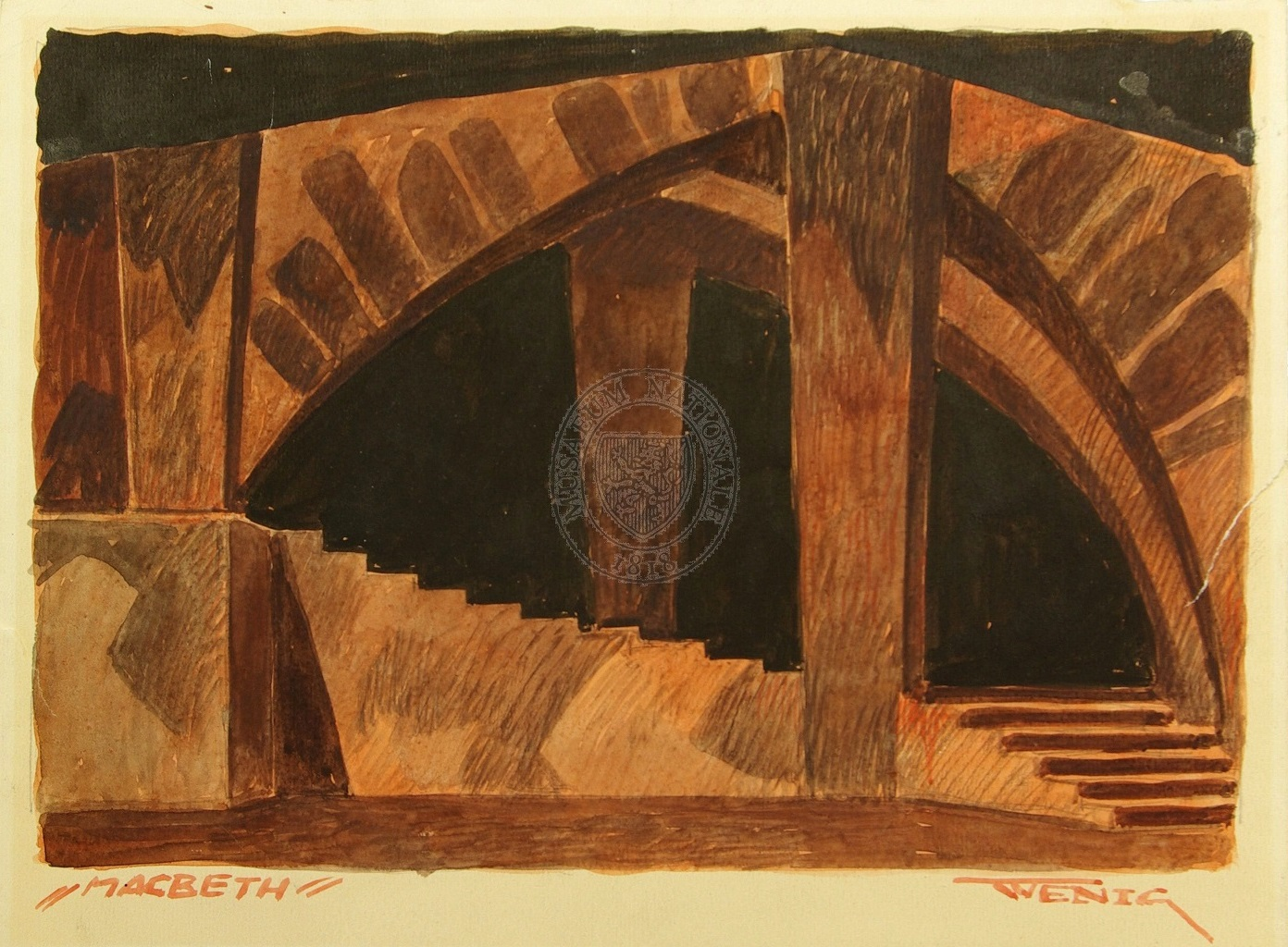
Scénický návrh ke hře W. Shakespeara Macbeth
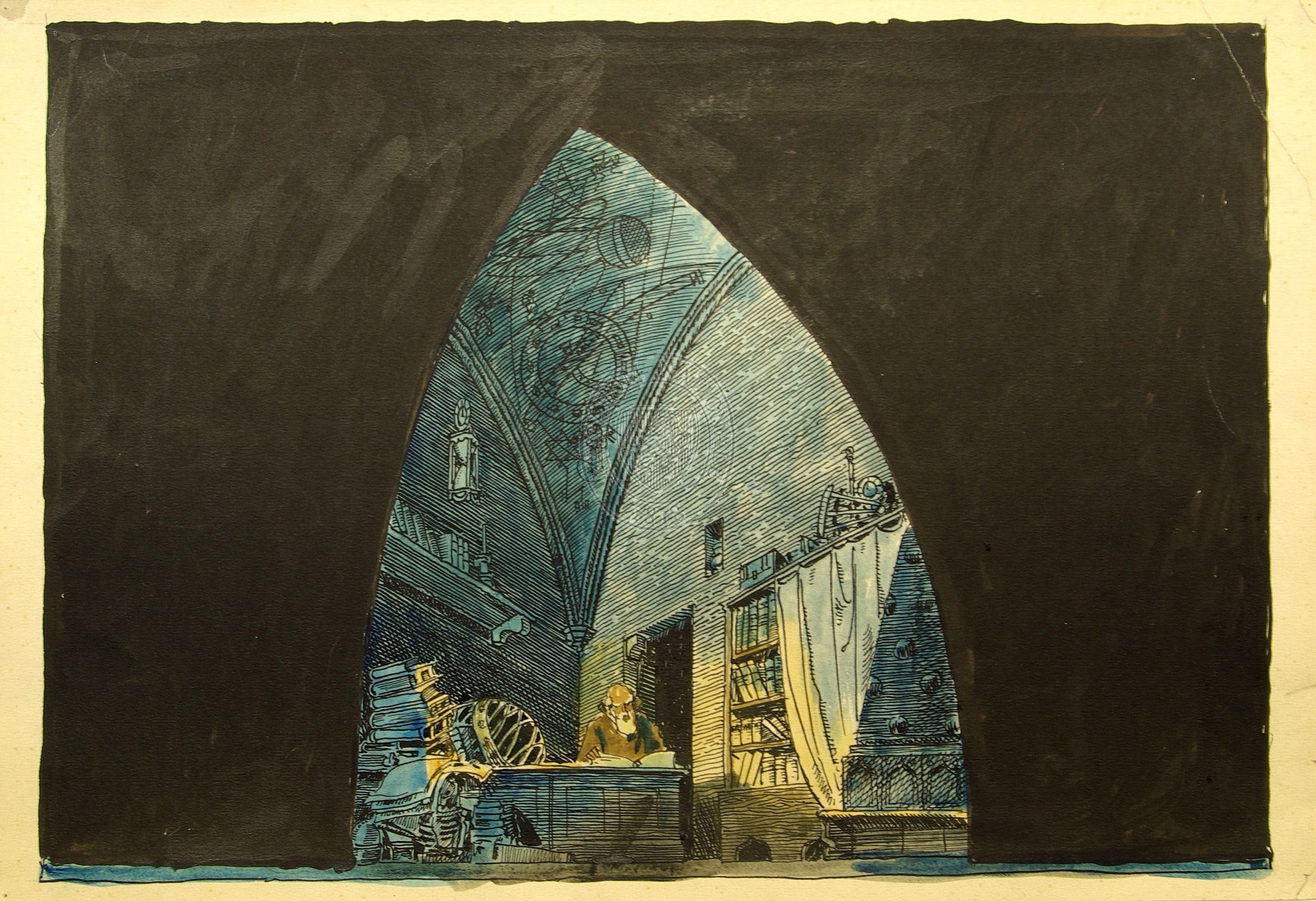
Scénický návrh ke hře J. W. Goetha Faust
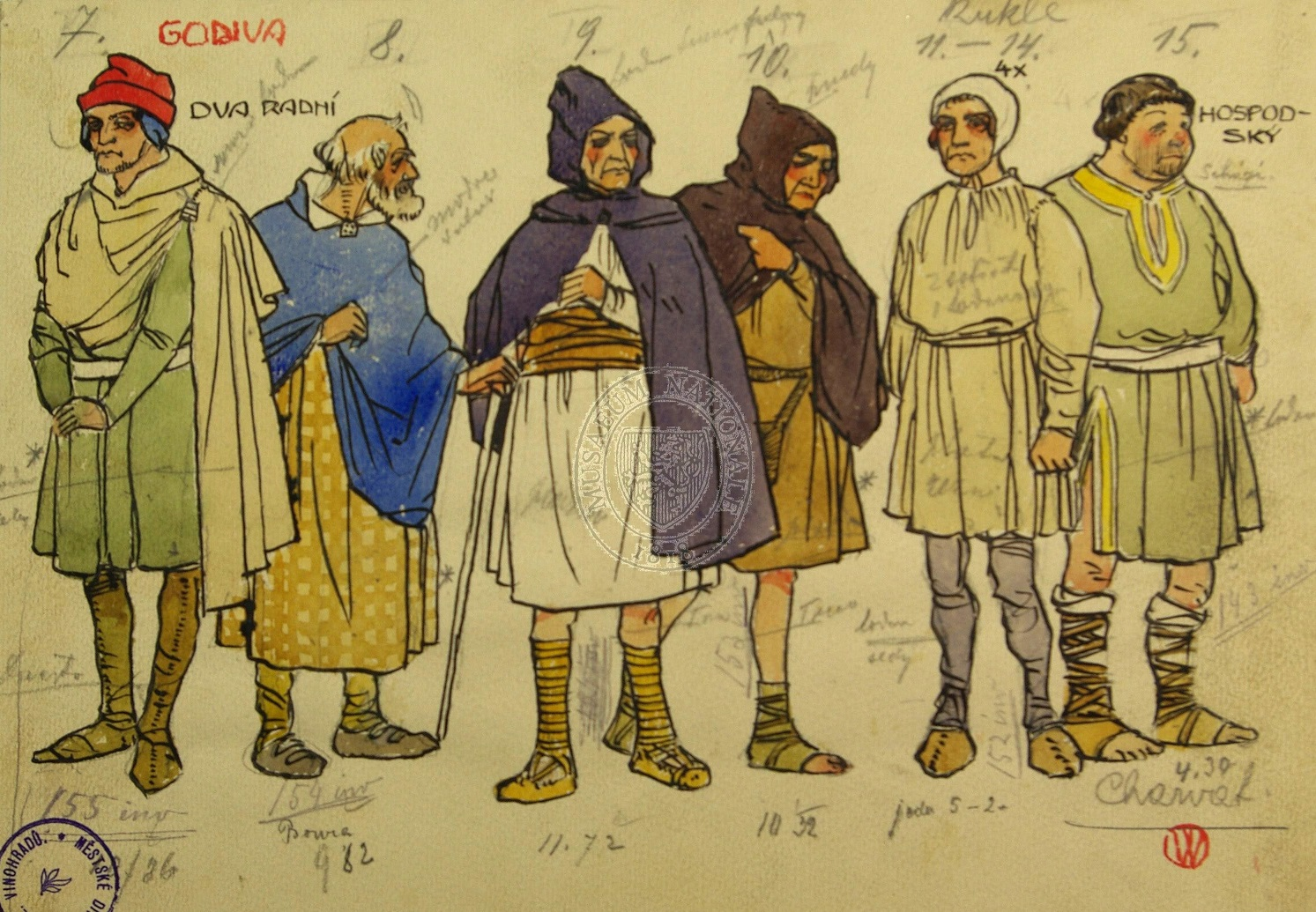
Kostýmní návrhy ke hře J. Vrchlického Godiva
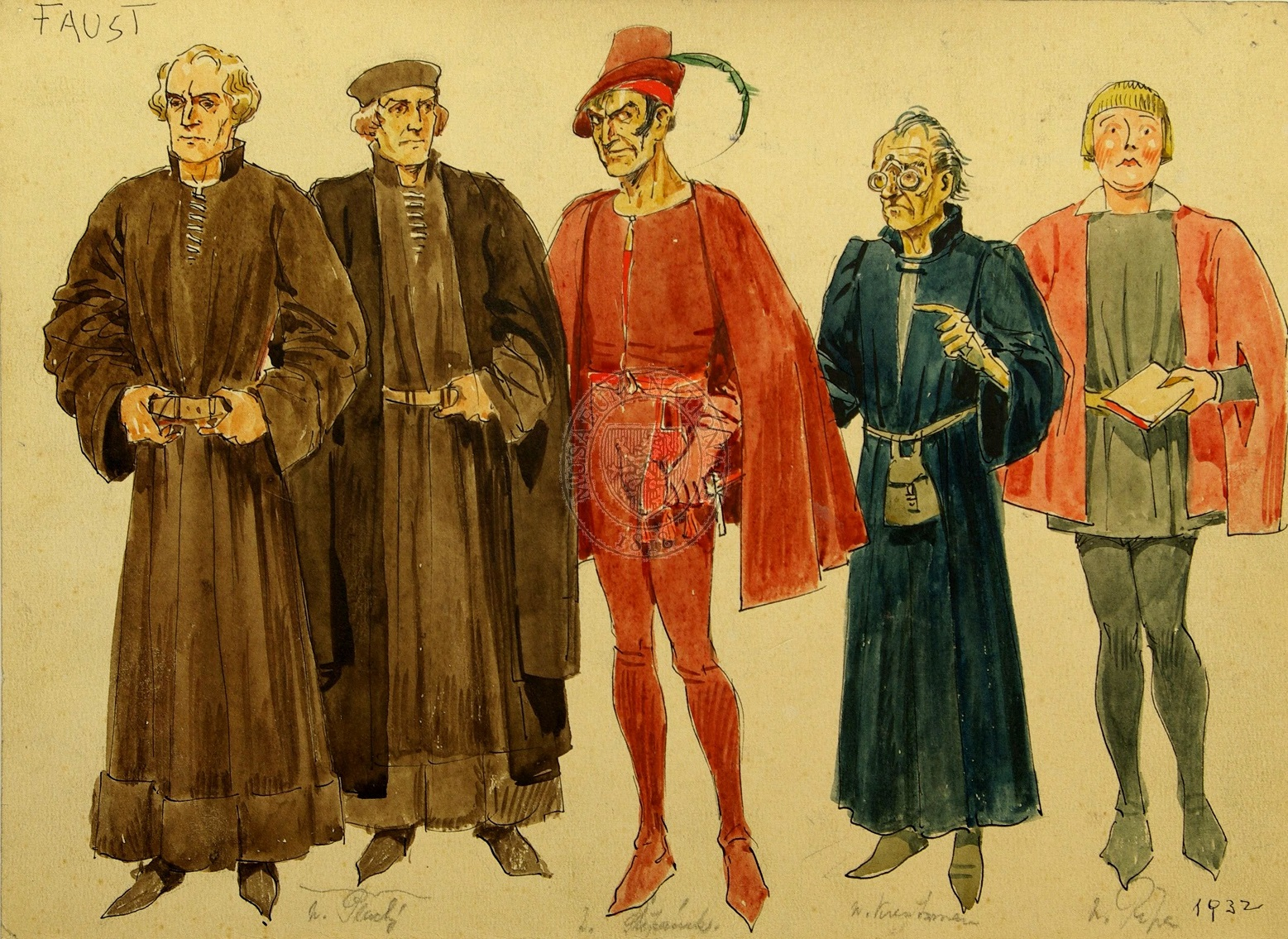
Kostýmní návrhy ke hře J. W. Goethea Faust
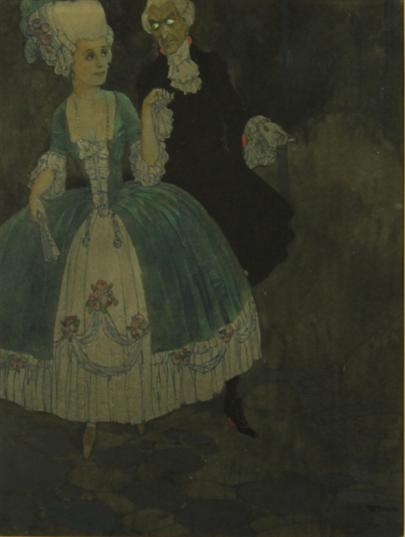
Z pohádky – tančící pár
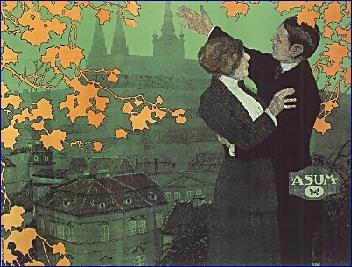
Plakát k filmu společnosti ASUM Idyla ze staré Prahy z roku 1913